# Thủ hiến
Thủ hiến là một chức danh đứng đầu cơ quan hành pháp tại một địa phương. Chức danh này được dùng nhiều ở các quốc gia chịu ảnh hưởng của hệ thống chính trị Anh Quốc.

## Phân biệt với Thống đốc
Thông thường ở các quốc gia chịu ảnh hưởng của Anh Quốc (Canada, Úc, Ấn Độ...) thì Thống đốc là người đứng đầu ba nhánh lập pháp, hành pháp và tư pháp, và là đại diện cho cả một địa phương nhưng chỉ mang tính nghi lễ. Còn Thủ hiến mới là người điều hành cơ quan hành pháp và là người nắm thực quyền tại địa phương đó.
Còn ở các quốc gia khác (Mỹ, Brasil, Nga...) thì chỉ có chức danh Thống đốc chứ không có Thủ hiến.

## Vai trò
Thủ hiến (Chief Minister, Premier, First Minister) là người đứng đầu nhánh hành pháp địa phương cấp cao nhất (thông thường là tiểu bang). Chức vụ Thủ hiến giống như là một Thủ tướng thu nhỏ của địa phương đó.
Ví dụ: 
- Thủ hiến của các tiểu bang Canada
- Thủ hiến của các tiểu bang Úc
- Thủ hiến của các tiểu bang Myanmar
- Liên hiệp Vương quốc Anh và Bắc Ireland được phân cấp thành 4 nước (xứ Anh, xứ Scotland, xứ Wales và xứ Bắc Ireland), mỗi nước có một Thủ hiến đứng đầu (trừ xứ Anh do Chính phủ Liên hiệp Vương quốc Anh và Bắc Ireland trực tiếp quản lý)
- Thủ hiến Vương quốc Phổ

## Việt Nam
Hiện nay Việt Nam không có chức danh Thủ hiến. Còn chức danh Chủ tịch Ủy ban Nhân dân cấp Tỉnh thì tương ứng với chức danh Thống đốc hơn.
Tuy nhiên thời Quốc gia Việt Nam thì có chức danh Thủ hiến Bắc Phần, Trung Phần và Nam Phần. Về sau chức danh này bị bãi bỏ.